# Milan Šrejber
Milan Šrejber (Praga, Txecoslovàquia, 30 de desembre de 1963) és un extennista txec que va competir per Txecoslovàquia.
En el seu palmarès només hi ha un títol individual i dos de dobles masculins, però destaca la medalla de bronze olímpica als Jocs Olímpics de Seül 1988 en la prova de dobles masculins junt a Miloslav Mečíř. També va formar part de l'equip txecoslovac de la Copa Davis i va arribar a disputar les semifinals en l'edició de 1986.

## Jocs Olímpics

### Dobles masculins
| Any  | Campionat                          | Parella        | Oponents | Resultat |
| ---- | ---------------------------------- | -------------- | -------- | -------- |
| 1988 | Jocs Olímpics, Seül, Corea del Sud | Miloslav Mečíř |          |          |

## Palmarès

### Individual: 2 (1−1)
| Llegenda (pre/post 2009)                                 |
| -------------------------------------------------------- |
| Grand Slams (0−0)                                        |
| Tennis Masters Cup / ATP Finals (0−0)                    |
| ATP Masters Series / ATP World Tour Masters 1000 (0−0)   |
| ATP International Series Gold / ATP World Tour 500 (0−0) |
| ATP International Series / ATP World Tour 250 (1−1)      |

| Títols per superfície |
| --------------------- |
| Dura (1−0)            |
| Gespa (0−0)           |
| Terra batuda (0−0)    |
| Moqueta (0−1)         |

| Resultat  | Núm. | Data                | Torneig                 | Superfície  | Oponent         | Marcador |
| --------- | ---- | ------------------- | ----------------------- | ----------- | --------------- | -------- |
| Finalista | 1.   | 3 de febrer de 1986 | Toronto, Canadà         | Dura (i)    | Joakim Nyström  | 1−6, 4−6 |
| Guanyador | 1.   | 22 d'agost de 1988  | Rye Brook, Estats Units | Moqueta (i) | Ramesh Krishnan | 6−2, 7−6 |

### Dobles masculins: 3 (2−1)
| Llegenda (pre/post 2009)                                 |
| -------------------------------------------------------- |
| Grand Slams (0−0)                                        |
| Tennis Masters Cup / ATP Finals (0−0)                    |
| ATP Masters Series / ATP World Tour Masters 1000 (0−0)   |
| ATP International Series Gold / ATP World Tour 500 (0−0) |
| ATP International Series / ATP World Tour 250 (2−1)      |

| Títols per superfície |
| --------------------- |
| Dura (0−0)            |
| Gespa (0−0)           |
| Terra batuda (1−1)    |
| Moqueta (1−0)         |

| Resultat  | Núm. | Data                 | Torneig                  | Superfície   | Parella        | Oponents                         | Marcador |
| --------- | ---- | -------------------- | ------------------------ | ------------ | -------------- | -------------------------------- | -------- |
| Guanyador | 1.   | 4 de juliol de 1988  | Gstaad, Suïssa           | Terra batuda | Petr Korda     | Andrés Gómez Emilio Sánchez      | 7−6, 7−6 |
| Guanyador | 2.   | 6 de febrer de 1989  | Rotterdam, Països Baixos | Moqueta (i)  | Miloslav Mečíř | Jan Gunnarsson Magnus Gustafsson | 7−6, 6−0 |
| Finalista | 1.   | 10 de juliol de 1989 | Gstaad                   | Terra batuda | Petr Korda     | Cássio Motta Todd Witsken        | 4−6, 4−6 |